# Euplax dagohoyi
Euplax dagohoyi is een krabbensoort. De wetenschappelijke naam van de soort is voor het eerst geldig gepubliceerd in 2007 door Mendoza & Ng.